# جزيرة كروكد

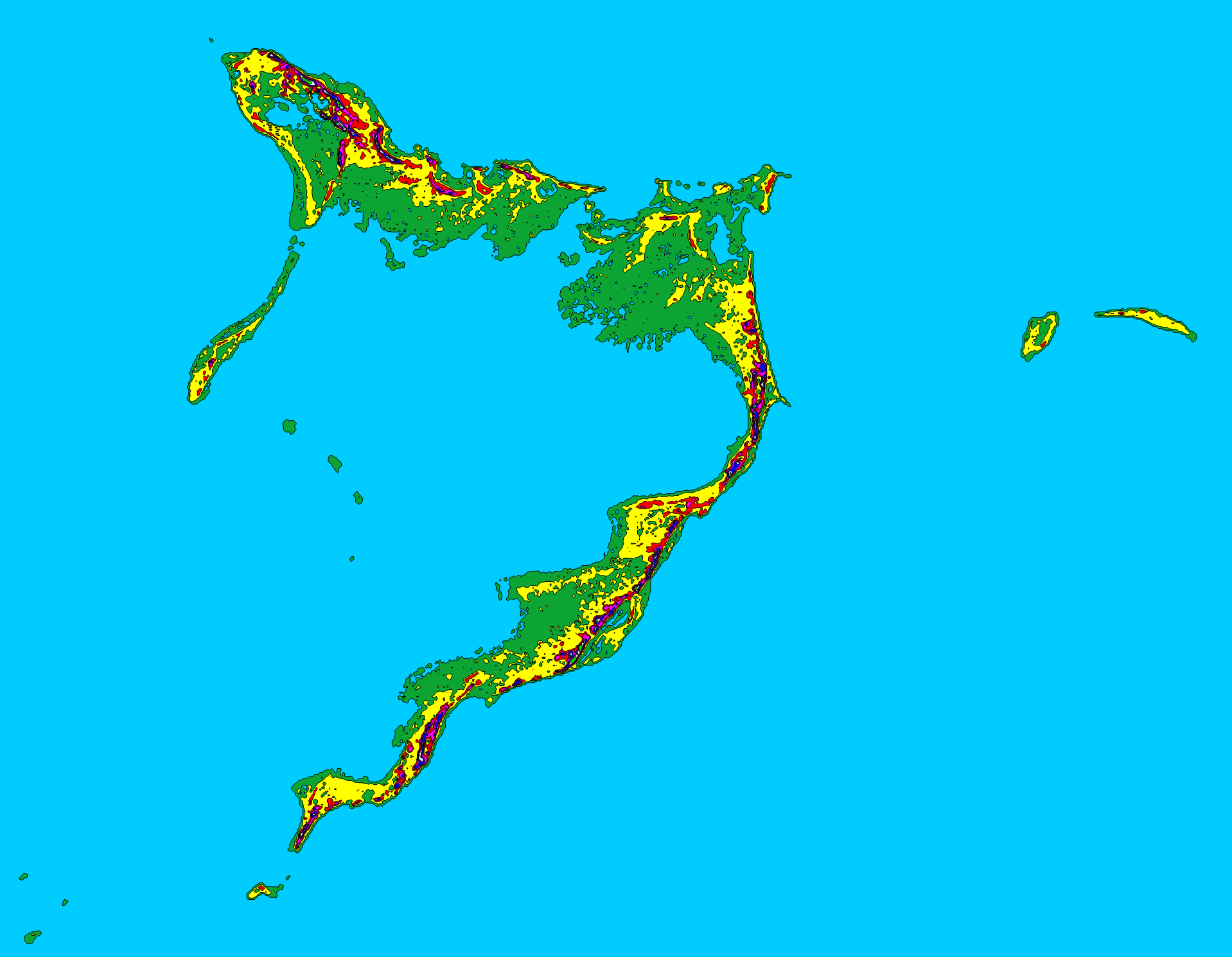
خريطة خريطة لجزيرة أكلينز وجزيرة كروكد.

جزيرة كروكد هي جزيرة ومقاطعة، وهي جُزء من مجموعة جزر الباهاما التي تقع أمام بحيرة ضحلة كبيرة تسمى خليج أكلينز [السيبوانية]
، وتعد الجزيرة الأكبر في الخليج وتقع بالشمال وجزيرة إكلينز في الجنوب الشرقي، والأصغر هي جزيرة تسمى لونج كاي (المعروفة سابقًا باسم جزيرة فورتشن) في الشمال الغربي، وجزيرة كاسل في الجنوب وفقًا لهذا الخليج.

## تاريخ
استقر الموالون الأمريكيون للجزر في أواخر ثمانينيات القرن الثامن عشر في هذه الجزيرة، حيث أقاموا مزارع القطن باستخدام أكثر من 1000 عبد. بعد إلغاء العبودية في الإمبراطورية البريطانية، أصبح هذا الأمر غير اقتصادي، كما تناقص الدخل البديل منه أيضًا.يعيش السكان الآن على صيد الأسماك والزراعة الصغيرة.

## تعداد السكان
البلدة الرئيسية في هذهِ الجزيرة هي بلدة العقيد هيل في جزيرة كروكد.
بلغ عدد سكان جزيرة كروكيد 330 وفقًا لإحصاءات 2010. 

## مواصلات
يستخدم أهل هذه الجزيرة مطار العقيد هيل [الإنجليزية]
 وهو مطار يوجد رسميًا في هذهِ الجزيرة.